# Кенсінгтон-Парк (Флорида)
Кенсінгтон-Парк (англ. Kensington Park) — переписна місцевість (CDP) в США, в окрузі Сарасота штату Флорида. Населення — 3697 осіб (2020).

## Географія
Кенсінгтон-Парк розташований за координатами 27°21′33″ пн. ш. 82°29′34″ зх. д. / 27.35917° пн. ш. 82.49278° зх. д. (27.359122, -82.492736).  За даними Бюро перепису населення США в 2010 році переписна місцевість мала площу 3,44 км², з яких 3,31 км² — суходіл та 0,13 км² — водойми.

## Демографія
Згідно з переписом 2010 року, у переписній місцевості мешкала 3901 особа в 1531 домогосподарстві у складі 979 родин. Густота населення становила 1133 особи/км².  Було 1719 помешкань (499/км²).
Расовий склад населення:
| - 82,6 % — білих - 7,1 % — чорних або афроамериканців - 1,7 % — азіатів - 0,5 % — корінних американців - 5,4 % — осіб інших рас |

До двох чи більше рас належало 2,7 %. Частка іспаномовних становила 26,4 % від усіх жителів.
За віковим діапазоном населення розподілялося таким чином: 21,9 % — особи молодші 18 років, 59,5 % — особи у віці 18—64 років, 18,6 % — особи у віці 65 років та старші. Медіана віку мешканця становила 42,3 року. На 100 осіб жіночої статі у переписній місцевості припадало 95,2 чоловіків;  на 100 жінок у віці від 18 років та старших — 93,8 чоловіків також старших 18 років.
Середній дохід на одне домашнє господарство  становив 54 151 долар США (медіана — 43 158), а середній дохід на одну сім'ю — 58 630 доларів (медіана — 45 392). Медіана доходів становила 31 528 доларів для чоловіків та 36 629 доларів для жінок. За межею бідності перебувало 14,1 % осіб, у тому числі 26,1 % дітей у віці до 18 років та 10,0 % осіб у віці 65 років та старших.
Цивільне працевлаштоване населення становило 2071 особа. Основні галузі зайнятості: освіта, охорона здоров'я та соціальна допомога — 26,4 %, роздрібна торгівля — 14,8 %, будівництво — 11,9 %, науковці, спеціалісти, менеджери — 11,6 %.